# Teoria dos nós

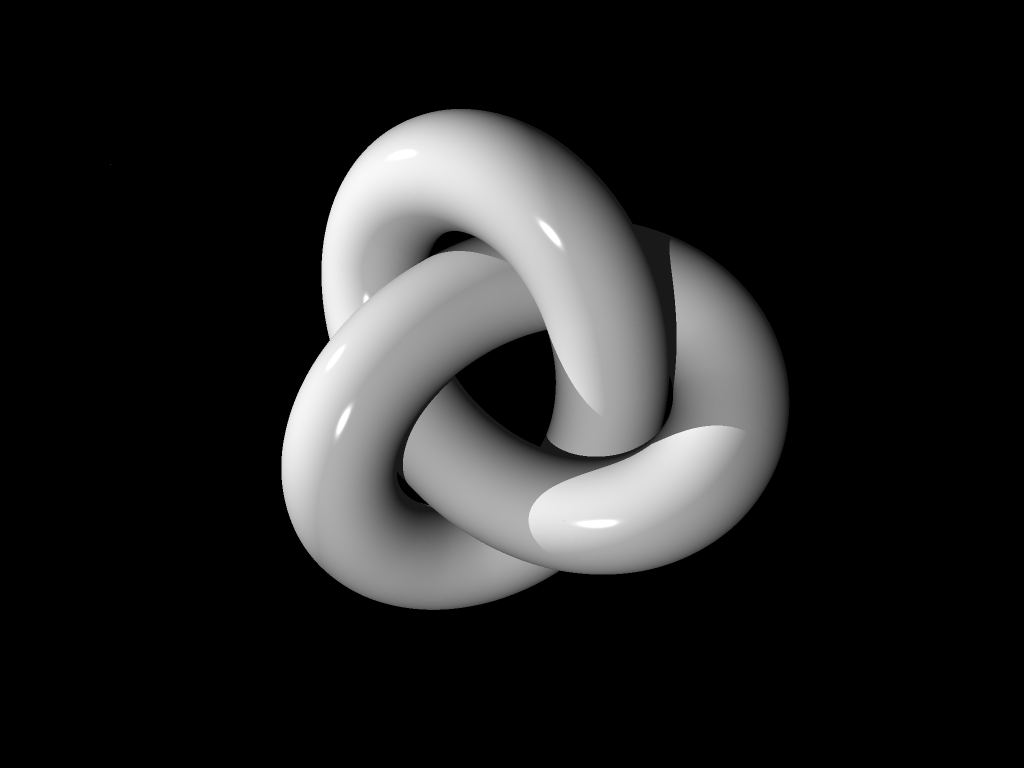
Uma representação tridimensional de um nó de trevo, o nó não trivial mais simples

Um diagrama de nó do nó de trevo.

Em topologia, a teoria dos nós é o estudo dos nós matemáticos. Apesar de ser inspirada pelos nós que aparecem na vida quotidiana em cadarços e cordas, a noção matemática de nó é diferente pois as pontas são unidas de forma que não pode ser desfeita. Em termos mais precisos matematicamente, um nó é uma imersão de um círculo no espaço euclidiano tridimensional, R3. Dois nós matemáticos são equivalentes se um pode ser transformado no outro por meio de uma deformação de R3 em si mesmo (conhecida como uma isotopia do ambiente); essas transformações correspondem a manipulações da corda amarrada sem que haja um corte ou que ela passe através de si mesma.
Os nós podem ser descritos de várias maneiras. Dado um método de descrição, no entanto, pode haver mais de uma descrição que representa o mesmo nó. Por exemploː Um método comum de descrever um nó é um diagrama plano chamado diagrama de nó. Qualquer nó dado pode ser desenhado de muitas maneiras diferentes usando um diagrama de nó. Portanto, um problema fundamental na teoria do nó é determinar quando duas descrições representam o mesmo nó.
Existe uma solução algorítmica completa para este problema, que tem uma complexidade desconhecida. Na prática, os nós são frequentemente distinguidos usando um invariante de nó, uma "quantidade" que é a mesma quando computada a partir de diferentes descrições de um nó. Os invariantes importantes incluem polinômios de nó, grupos de nó e invariantes hiperbólicos.
A motivação original para os fundadores da teoria do nó foi criar uma tabela de nós e enlaces, que são nós de vários componentes entrelaçados uns com os outros. Mais de seis bilhões de nós e enlaces foram tabulados desde os primórdios da teoria do nó no século XIX.
Para obter mais informações, os matemáticos têm generalizado o conceito de nó de várias maneiras. Nó pode ser considerado em outros espaços tridimensionais e objetos que não sejam círculos podem ser utilizados; Ver nó (matemática). Nós de maior dimensão são esferas n-dimensionais no espaço euclidiano m-dimensional.

## História

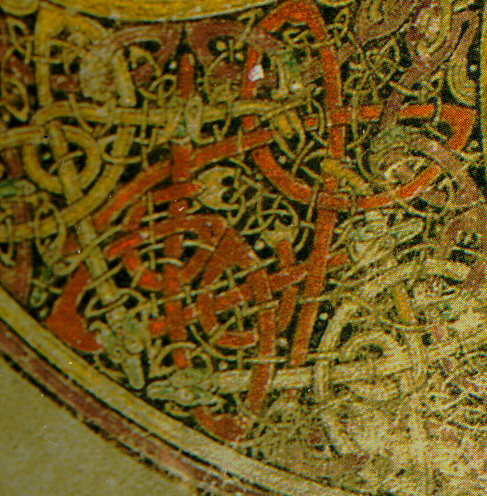
Livro Celta de 1200 anos de Kells

Os arqueólogos descobriram que a ligação do nó remonta aos tempos pré-históricos. Além de seus usos, como gravar informações e amarrar objetos juntos, os nós têm interessado humanos para sua estética simbolismo espiritual. Nó aparecem em várias formas de arte chinesa datando de vários séculos a.C. O nó interminável aparece no budismo tibetano, enquanto os anéis borromeanos têm feito aparições repetidas em diferentes culturas, muitas vezes representando a força na unidade. Os monges celtas que criaram o Livro de Kells derramando páginas inteiras com nó Celta intrincados.
Uma teoria matemática dos nós foi desenvolvida pela primeira vez em 1771 por Alexandre-Théophile Vandermonde, que explicitamente observou a importância das características topológicas ao discutir as propriedades dos nós relacionados com a geometria da posição. Os estudos matemáticos dos nós começaram no século XIX com Gauss, que definiu o número de enlaces. Na década de 1860, a teoria de Lord Kelvin de que os átomos eram nós no éter levou a criação de Peter Guthrie Tait das primeiras tabelas de nós para a classificação completa. Tait, em 1885, publicou uma tabela de nós com até dez cruzamentos, e o que veio a ser conhecido como as conjecturas de Tait. Esse registro motivou os primeiros teóricos do nó, mas a teoria do nó acabou se tornando parte do emergente tema da topologia.

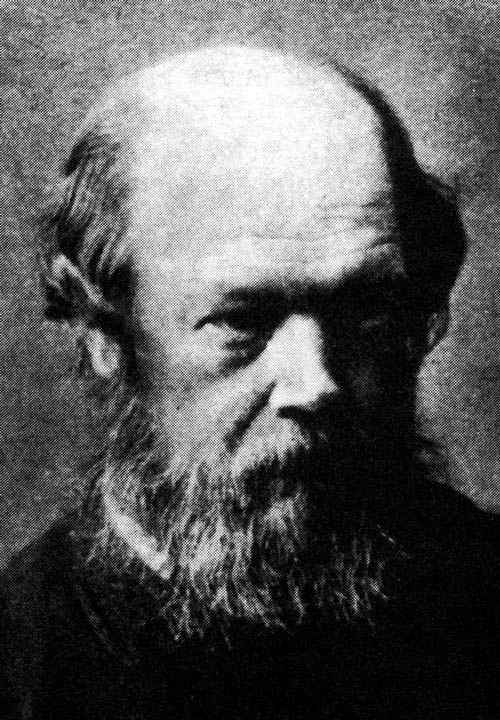
O primeiro tabulador de nó, Peter Guthrie Tait

Esses topólogos no início do século XX - Max Dehn, J. W. Alexander e outros - estudaram nós do ponto de vista do grupo de nó e invariantes da teoria da homologia, como o polinômio de Alexander. Esta seria a principal abordagem para a teoria do nó até que uma série de descobertas transformassem o assunto.
No final dos anos 1970, William Thurston introduziu a geometria hiperbólica no estudo dos nós com o teorema da hiperbolização. Muitos nós foram mostrados como nós hiperbólicos, permitindo o uso da geometria na definição de novos e poderosos invariantes de nó. A descoberta do polinômio de Jones por Vaughan Jones em 1984 (Sossinsky 2002, pp. 71-89), e contribuições subseqüentes de Edward Witten, Maxim Kontsevich e outros, revelaram conexões profundas entre a teoria do nó e os métodos matemáticos na mecânica estatística e no campo quântico teoria. Uma infinidade de invariantes nó foram inventados desde então, utilizando ferramentas sofisticadas, tais como grupos quânticos e homologia Floer.
Nas últimas décadas do século XX, os cientistas se interessaram em estudar nós físicos para entender fenômenos de nó em DNA e outros polímeros. A teoria do nó pode ser usada para determinar se uma molécula é quiral (tem um "handedness") ou não (Simon 1986). Os emaranhados, cordas com ambas as extremidades fixadas no lugar, foram eficazmente utilizados no estudo da ação da topoisomerase no ADN. A teoria do nó pode ser crucial na construção de computadores quânticos, através do modelo de computação quântica topológica.

## Nós equivalentes
| |  |  |
| À esquerda, o nó trivial e um nó equivalente a ele. Pode ser mais difícil determinar se nós complexos, como o da direita, são equivalentes ao nó trivial. |  |  |

Um nó é criado começando com um segmento de linha unidimensional, envolvendo-o arbitrariamente e, em seguida, fundindo suas duas extremidades livres para formar um ciclo fechado. Simplesmente, podemos dizer que um nó {\displaystyle K} é uma "curva fechada simples" ou "curva (fechada) de Jordan" (isto é: uma função "quase" injetora e contínua{\displaystyle K\colon [0,1]\to \mathbb {R} ^{3}}, sendo a única "não-injetora" sendo {\displaystyle K(0)=K(1)}). Os topólogos consideram nó e outros emaranhados como ligações e tranças para ser equivalentes se o nó puder ser empurrado sem problemas, sem se cruzar, para coincidir com outro nó. A ideia de equivalência de nó é dar uma definição precisa de quando dois nós devem ser considerados os mesmos, mesmo quando posicionados de forma bastante diferente no espaço. Uma definição matemática formal é que dois nós {\displaystyle K_{1},K_{2}} são equivalentes se houver um homeomorfismo que preserve a orientação {\displaystyle h\colon \mathbb {R} ^{3}\to \mathbb {R} ^{3}}  com {\displaystyle h(K_{1})=K_{2}}, e isso é conhecido como isotopia ambiente.
O problema básico da teoria do nó, o problema do reconhecimento, é determinar a equivalência de dois nós. Algoritmos existem para resolver este problema, com o primeiro dado por Wolfgang Haken no final dos anos 1960. No entanto, esses algoritmos podem ser extremamente demorados, e uma questão importante na teoria é entender o quão difícil este problema realmente é. O caso especial de reconhecer o nó trivial, chamado de problema de nó de trivialidade, é de particular interesse.

## Diagramas de nós
Uma maneira útil de visualizar e manipular nós é projetar o nó em um plano - pense no nó lançando uma sombra na parede. Uma pequena mudança na direção da projeção assegurará que ele é um-para-um exceto nos pontos duplos, chamados cruzamentos, onde a "sombra" do nó cruza-se uma vez transversalmente. Em cada cruzamento, para ser capaz de recriar o nó original, o          over-strand deve ser distinguido do under-strand. Isto é feito frequentemente criando uma ruptura na costa que vai abaixo. O diagrama resultante é uma curva de plano imerso com os dados adicionais de que a vertente está sobre e que está abaixo em cada passagem. (Estes diagramas são chamados de diagramas de nó quando representam um nó e diagramas de ligação quando representam uma ligação.) Analogamente, as superfícies atadas em um espaço de quatro dimensões podem estar relacionadas com superfícies imersas em três dimensões.
Um diagrama reduzido é um diagrama de nó no qual não existem cruzamentos redutíveis (também cruzamentos nugatórios ou removíveis), ou em que todos os cruzamentos redutíveis foram removidos.

### Movimentos de Reidemeister
Em 1927, trabalhando com esta forma esquemática de nós, J. W. Alexander e G. Briggs, e independentemente Kurt Reidemeister, demonstraram que dois diagramas de nó pertencentes ao mesmo nó podem ser relacionados por uma seqüência de três tipos de movimentos no diagrama, mostrados abaixo. Estas operações, agora chamadas de Movimentos de Reidemeister, são:
1. Torça em qualquer direção.
2. Mova um fio completamente sobre outro.
3. Mova um fio completamente sobre ou sob uma travessia.

|   |   |
| 1 | 2 |
|   |   |
| 3 |   |

A prova de que diagramas de nós equivalentes estão conectados por movimentos Reidemeister depende de uma análise do que acontece sob a projeção planar do movimento levando um nó para outro. O movimento pode ser organizado de modo que quase todo o tempo a projeção será um diagrama de nó, exceto em muitas vezes finito quando um "evento" ou "catástrofe" ocorre, como quando mais de duas vertentes cruzam em um ponto ou várias vertentes Tangente em um ponto. Uma estreita inspeção mostrará que eventos complicados podem ser eliminados, deixando apenas os eventos mais simples: (1) uma "dobra" formando ou sendo endireitada; (2) dois fios tornando-se tangentes em um ponto e passando; E (3) três fios cruzando em um ponto. Estes são precisamente os movimentos de Reidemeister.

## Invariantes de nó
Um invariante de nó é uma "quantidade" que é a mesma para nós equivalentes. Por exemplo, se o invariante é calculado a partir de um diagrama de nó, ele deve dar o mesmo valor para dois diagramas de nós representando nós equivalentes. Um invariante pode ter o mesmo valor em dois nós diferentes, por isso, por si só pode ser incapaz de distinguir todos os nós. Um invariante elementar é tricolor.
Os invariantes de nó "clássicos" incluem o grupo de nó, que é o grupo fundamental do complemento de nó, e o polinômio de Alexander, que pode ser calculado a partir do invariante de Alexander, um módulo construído a partir da cobertura cíclica infinita do complemento de nó. No final do século 20, invariantes como polinômios "quânticos", invariantes de Vassiliev e invariantes hiperbólicos foram descobertos. Estes invariantes acima mencionados são apenas a ponta do iceberg da teoria moderna do nó.

### Nós polinomiais
Um polinômio de nó é um invariante de nó que é um polinômio. Exemplos bem conhecidos incluem os polinómios de Jones e Alexander. Uma variante do polinômio Alexander, o polinômio de Alexander-Conway, é um polinômio na variável z com coeficientes inteiros.
O polinômio Alexander-Conway é realmente definido em termos de enlaces, que consistem em um ou mais nós enredados uns com os outros.
Considere um diagrama de ligação orientado, isto é, um em que cada componente da ligação tem uma direção preferida indicada por uma seta. Para um determinado cruzamento do diagrama, seja {\displaystyle L_{+},L_{-},L_{0}} os diagramas de ligação orientados resultantes da alteração do diagrama como indicado na figura:
O diagrama original pode ser {\displaystyle L_{+}} or {\displaystyle L_{-}}, dependendo da configuração do cruzamento escolhido. Então o polinômio de Alexander-Conway, {\displaystyle C(z)}, É definida recursivamente de acordo com as regras:
- {\displaystyle C(O)=1} (onde {\displaystyle O} é um diagrama de um nó trivialt)
- {\displaystyle C(L_{+})=C(L_{-})+zC(L_{0}).}

A segunda regra é o que é muitas vezes referida como uma relação skein. Para verificar se essas regras dão um invariante de um enlace orientado, deve-se determinar que o polinômio não muda sob os três movimentos Reidemeister. Muitos polinômios de nó importantes podem ser definidos dessa maneira.
O seguinte é um exemplo de um cálculo típico usando uma relação skein. Calcula o polinômio de Alexander-Conway do nó do trevo. As manchas amarelas indicam onde a relação é aplicada.
C() = C() + z C()
Dá o nó trivial e o enlace Hopf. Aplicando a relação ao enlace Hopf onde indicado,
C() = C() + z C()
Dá uma ligação deformável a um com 0 cruzamentos (é realmente o deslace de dois componentes) e um nó trivial. O deslace leva um pouco de afastamento:
C() = C() + z C()
O que implica que C (deslace de duas componentes) = 0, uma vez que os dois primeiros polinômios são do nó trivial e, portanto, igual.
Colocar tudo isso junto mostrará:
C(trevo) = 1 + z(0 + z) = 1 + z2.

Como o polinômio de Alexander-Conway é um invariante de nó, isso mostra que o trevo não é equivalente ao nó trivial. Assim o trevo é realmente N´´o não trivial.

Trevo Destro
Trevo Canhoto

Na verdade, existem dois nós de trevo, chamado trevo destro e trevo canhoto, que são imagens de espelho um do outro (tomar um diagrama do trevo dado acima e mudar a cada passagem para o outro lado para obter a imagem de espelho). Estes não são equivalentes uns aos outros, o que significa que eles não são aspirais. Isso foi demonstrado por Max Dehn, antes da invenção de polinômios de nó, usando métodos teóricos de grupo (Dehn 1914). Mas o polinômio de Alexander-Conway de cada tipo do Trevo será o mesmo, como pode ser visto atravessando o cálculo acima com a imagem do espelho. O polinômio de Jones pode, de fato, distinguir entre os nós do tróbolo esquerdo e destro (Lickorish, 1997).

### Invariantes hiperbólicos
William Thurston provou que muitos nós são nós hiperbólicos, o que significa que o complemento de nó, ou seja, o conjunto de pontos de 3 espaços não no nó, admite uma estrutura geométrica, em particular a da geometria hiperbólica. A estrutura hiperbólica depende apenas do nó, então qualquer quantidade calculada a partir da estrutura hiperbólica é então um invariante de nó.

Os anéis Borromean são um enlace com a propriedade de que se remover um anel, desvincula os outros.
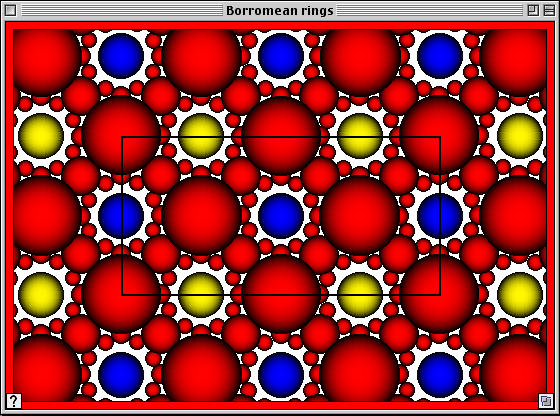
Os anéis Borromean complementam a partir da perspectiva de um habitante que vivem perto do componente vermelho.

Os anéis borromeanos são enlaces com a propriedade de que se remover um anel desvincula os outros.
Geometria permite visualizar o que o interior de um nó ou enlace complemento parece imaginando raios de luz como viajar ao longo da geodésica da geometria. Um exemplo é fornecido pela figura do complemento dos anéis borromeanos. O habitante deste complemento de ligação está vendo o espaço perto do componente vermelho. As bolas na imagem são vistas de bairros horoball do enlace. Por espessamento da ligação de uma maneira padrão, os bairros horoball dos componentes da ligação são obtidos. Mesmo que o limite de um bairro é um toro, quando visto de dentro do complemento de ligação, parece uma esfera. Cada componente de link aparece como infinitamente muitas esferas (de uma cor), pois há infinitamente muitos raios de luz do observador para o componente de ligação. O paralelogramo fundamental (que é indicado na imagem), as telhas tanto verticalmente e horizontalmente e mostra como estender o padrão de esferas infinitamente.
Esse padrão, o padrão horoball, é em si mesmo um invariante útil. Outros invariantes hiperbólicos incluem a forma do paralelogramo fundamental, o comprimento da geodésica mais curta e o volume. Os esforços modernos de tabulação de nó e ligação utilizaram estes invariantes de forma eficaz. Computadores rápidos e métodos inteligentes para obter esses invariantes tornam o cálculo destes invariantes, na prática, uma tarefa simples.

## Dimensões superiores
Um nó em três dimensões pode ser desatado quando colocado em espaço de quatro dimensões. Isto é feito mudando cruzamentos. Suponha que uma vertente esteja atrás de outra como visto de um ponto escolhido. Levante-a para a quarta dimensão, de modo que não haja obstáculo (a vertente dianteira não tem nenhum componente lá); Em seguida, deslize-o para a frente, e soltá-lo de volta, agora na frente. Analogias para o plano seria levantar uma corda fora da superfície, ou remover um ponto de dentro de um círculo.
De fato, em quatro dimensões, qualquer laço fechado sem intersecção de uma corda unidimensional é equivalente a um unknot. Primeiramente "empurre" o laço em um subespaço tridimensional, que é sempre possível, embora técnico explicar.

### Esferas de nó de maior dimensão
Uma vez que um nó pode ser considerado topologicamente uma esfera unidimensional, a próxima generalização é considerar uma esfera bidimensional embutida em uma bola de quatro dimensões. Tal encaixe é desfeito se houver um homeomorfismo da esfera de quatro dimensões para si mesmo tendo a esfera bidimensional para um padrão "redondo" esfera bidimensional. Os nós suspensos e os nós girados são duas famílias típicas de tais nós de esferas bidimensional.
A técnica matemática chamada "posição geral" implica que para uma dada n-esfera na m-esfera, se m é suficientemente grande (dependendo de n), a esfera deve ser desfeita. Em geral, as n-esferas lineares por partes formam nós apenas no espaço (n + 2) , embora isto não seja mais uma exigência para esferas suavemente atadas. De facto, existem esferas (4k - 1) suavemente atadas em espaço de 6k, e. Há uma esfera tridimensional sem emendas na esfera 6. Assim, a codimensão de um nó liso pode ser arbitrariamente grande quando não fixa a dimensão da esfera nodosa; No entanto, qualquer k-esfera lisa em uma n-esfera com 2n - 3k - 3> 0 é desfeito.
Cada nó em Sn  é a ligação de um conjunto real-algébrico com singularidade isolada em Rn+1 .
Um n-nó é um único Sn incorporado em Sm. Um n-link é k-cópias de Sn incorporado em Sm, onde k é um número natural. Tanto o caso m = n + 2 quanto o caso m> n + 2 são pesquisados bem. O caso n> 1 tem futuros diferentes do caso n = 1 e é um campo animador. 

## Adicionando nós

Adicionando dois nós

Dois nós podem ser adicionados cortando ambos os nós e unindo os pares de extremidades. A operação é chamada a soma do nó, ou às vezes a soma conectada ou a composição de dois nós. Isto pode ser formalmente definido como segueː considere uma projeção planar de cada nó e suponha que essas projeções são disjuntas. Encontre um retângulo no plano onde um par de lados opostos são arcos ao longo de cada nó enquanto o resto do retângulo é disjunto dos nós. Forma um novo nó, eliminando o primeiro par de lados opostos e adjacente ao outro par de lados opostos. O nó resultante é uma soma dos nós originais. Dependendo de como isso é feito, dois nós diferentes (mas não mais) pode resultar. Esta ambiguidade na soma pode ser eliminada relativamente aos nós como orientados, isto é, tendo uma direção preferida de deslocação ao longo do nó, e exigindo que os arcos dos nós na soma sejam orientados consistentemente com o limite orientado do retângulo.
A soma de nó de nós orientados é comutativa e associativa. Um nó é primo se não é trivial e não pode ser escrito como a soma de nó de dois nós não triviais. Um nó que pode ser escrito como uma tal soma é composto. Existe uma primeira decomposição para nós, análoga aos números primos e compostos. Para nós orientados, esta decomposição é também única. Nós também podem ser adicionados, mas existem algumas diferenças. Enquanto você não pode formar o nó trivial em três dimensões, adicionando dois nós não triviais, você pode em dimensões mais elevadas, pelo menos quando se consideram nós lisos em codimensão.

## Tabulando Nós

Uma tabela de nós prime até sete cruzamentos. Os nós são rotulados com notação de Alexander-Briggs

Tradicionalmente, nós foram catalogados em termos de número de cruzamento. As tabelas de nó geralmente incluem apenas nós primos, e apenas uma entrada para um nó e sua imagem em espelho (mesmo que sejam diferentes) (Hoste, Thistlethwaite & Weeks 1998). O número de nós não triviais de um dado número de cruzamento aumenta rapidamente, tornando a tabulação computacionalmente difícil (Hoste 2005, p.20). Os esforços de tabulação conseguiram enumerar mais de 6 bilhões de nós e links (Hoste 2005, p.28). A sequência do número de nós prime de um dado número de cruzamento, até ao número de cruzamento 16, é 0, 0, 1, 1, 2, 3, 7, 21, 49, 165, 552, 2176, 9988, 46972, 253293 , 1388705 ... (sequência A002863 na OEIS). Embora sejam conhecidos limites superiores e inferiores exponenciais para esta seqüência, não foi provado que essa seqüência esteja estritamente aumentando (Adams 2004).
As primeiras tabelas de nó de Tait, Little e Kirkman usaram diagramas de nó, embora Tait também usasse um precursor da notação Dowker. Diferentes notações foram inventadas para nós que permitem tabulação mais eficiente (Hoste 2005).
As tabelas iniciais tentaram listar todos os nós de no máximo 10 travessias e todos os nós alternados de 11 travessias (Hoste, Thistlethwaite & Weeks 1998). O desenvolvimento da teoria do nó devido a Alexander, Reidemeister, Seifert e outros facilitou a tarefa de verificação e tabelas de nós até e incluindo 9 cruzamentos foram publicados por Alexander-Briggs e Reidemeister no final dos anos 1920.
A primeira grande verificação deste trabalho foi feita na década de 1960 por John Horton Conway, que não só desenvolveu uma nova notação, mas também o polinômio Alexander-Conway (Conway 1970) (Doll & Hoste, 1991). Isto verificou a lista de nós de no máximo 11 travessias e uma nova lista de ligações até 10 travessias. Conway encontrou uma série de omissões, mas apenas uma duplicação nas mesas Tait-Little; No entanto, ele perdeu os duplicados chamado o par Perko, que só seria notado em 1974 por Kenneth Perko (Perko 1974). Esse famoso erro se propagaria quando Dale Rolfsen acrescentou uma tabela de nó em seu influente texto, baseado no trabalho de Conway. O artigo de Conway (somente) sobre a teoria do nó também contém uma duplicação tipográfica em sua página não-alternada de nove cruzamentos e omite 4 exemplos - 2 listados anteriormente na tese de Princeton de 1968 de D. Lombardero e mais 2 descobertos posteriormente por A. Caudron. [Ver Perko (1982), Primality de certos nós, Topology Proceedings] Menos famoso é o duplicado em sua 10 tabela de cruzamento: 2.-2.-20.20 é o espelho de 8 * -20: -20. [Ver Perko (2016), Destaques históricos da teoria do nó não cíclico, J. Knot Theory Ramifications].
No final dos anos 90, Hoste, Thistlethwaite e Weeks tabularam todos os nós através de 16 travessias (Hoste, Thistlethwaite & Weeks 1998). Em 2003, Rankin, Flint e Schermann tabularam os nós alternados através de 22 travessias (Hoste 2005).

### Notação de Alexander–Briggs
Esta é a notação mais tradicional, devido ao artigo de 1927 de J. W. Alexander e G. Briggs e mais tarde estendido por Dale Rolfsen em sua tabela de nó (ver imagem acima e Lista de nós prime). A notação simplesmente organiza nós por seu número de cruzamento. Um escreve o número do cruzamento com um subscrito para denotar sua ordem entre todos os nós com esse número do cruzamento. Esta ordem é arbitrária e, portanto, não tem significado especial (embora em cada número de travessias o nó de torção vem depois do nó torus). As ligações são escritas pelo número de cruzamento com um sobrescrito para indicar o número de componentes e um índice para indicar a sua ordem dentro dos links com o mesmo número de componentes e travessias.

### Notação Dowker

Um diagrama de nó com passagens marcadas para uma sequência Dowker

A notação Dowker, também chamada de notação ou código Dowker-Thistlethwaite, para um nó é uma seqüência finita de inteiros pares. Os números são gerados seguindo o nó e marcando os cruzamentos com números inteiros consecutivos. Como cada cruzamento é visitado duas vezes, isso cria um emparelhamento de inteiros pares com inteiros ímpares. Um sinal apropriado é dado para indicar sobre e undercrossing. Por exemplo, nesta figura o diagrama de nó tem passagens marcadas com os pares (1,6) (3, -12) (5,2) (7,8) (9, -4) e (11, -10). A notação Dowker para esta marcação é a sequência: 6 -12 2 8 -4 -10. Um diagrama de nó tem mais de uma possível notação Dowker, e há uma ambigüidade bem compreendida ao reconstruir um nó de uma notação Dowker.

### Notação de Conway
A notação de Conway para nós e links, em homenagem a John Horton Conway, é baseada na teoria dos emaranhados (Conway, 1970). A vantagem desta notação é que ela reflete algumas propriedades do nó ou link.
A notação descreve como construir um diagrama de link específico do link. Comece com um poliedro básico, um gráfico planar conectado 4-valente sem regiões de digon. Tal poliedro é denotado primeiro pelo número de vértices e depois por um número de asteriscos que determinam a posição do poliedro numa lista de poliedros básicos. Por exemplo, 10 ** denota o segundo poliedro de 10 vértices na lista de Conway.
Cada vértice então tem um emaranhado algébrico substituído nele (cada vértice é orientado de modo que não há escolha arbitrária em substituição). Cada emaranhado tem uma notação composta por números e sinais + ou -.
Um exemplo é 1 * 2 -3 2. O 1 * denota o único poliedro básico de 1 vértice. O 2 -3 2 é uma sequência que descreve a fração contínua associada a um emaranhado racional. Insere-se este emaranhado no vértice do poliedro básico 1 *.
Um exemplo mais complicado é 8 * 3.1.2 0.1.1.1.1.1 Aqui também 8 * refere-se a um poliedro básico com 8 vértices. Os períodos separam a notação para cada emaranhado.
Qualquer link admite tal descrição, e é claro que esta é uma notação muito compacta, mesmo para número de cruzamento muito grande. Existem algumas outras abreviaturas normalmente usadas. O último exemplo é geralmente escrito 8 * 3: 2 0, onde os são omitidos e mantidos o número de pontos exceto os pontos no final. Para um nó algébrico como no primeiro exemplo, 1 * é muitas vezes omitido.
O artigo pioneiro de Conway sobre o assunto lista até 10 vertex básicos de poliedros de que ele usa para tabular enlaces, que se tornaram padrão para esses links. Para uma listagem adicional de poliedros de vértice superior, existem opções não padronizadas disponíveis.

### Código de Gauss
O código de Gauss, similar à notação de Dowker, representa um nó com uma seqüência dos inteiros. No entanto, em vez de cada cruzamento ser representado por dois números diferentes, cruzamentos são rotulados com apenas um número. Quando a travessia é um overcrossing, um número positivo é listado. Em um subcruzamento, um número negativo.
Por exemplo, o nó de trevo no Código de Gauss pode ser dado como: 1, -2,3, -1,2, -3
O código de Gauss é limitado em sua habilidade de identificar nós por alguns problemas. O ponto de partida do nó para iniciar o rastreamento dos cruzamentos é arbitrário, e não há como determinar em que direção se deve rastrear. Além disso, o Código de Gauss é incapaz de indicar a destreza de cada cruzamento, o que é necessário para identificar um nó Versus seu espelho. Por exemplo, o código de Gauss para o nó de trevo não especifica se é o trefoil canhoto ou canhoto.
Esta última questão é muitas vezes resolvido com Extended Gauss Código. Nesta modificação, o sinal positivo / negativo na segunda instância de cada número é escolhido para representar a destreza desse cruzamento, em vez do sinal de sobre / subjacente do cruzamento, o que fica claro na primeira instância do número. Um cruzamento right-handed é dado um número positivo, e um cruzamento canhoto é dado um número negativo .

## Outras leituras

### Livros introdutórios
Há um número de introduções à teoria do nó. Uma introdução clássica para estudantes de pós-graduação ou graduandos avançados é Rolfsen (1976), dado nas referências. Outros bons textos das referências são Adams (2001) e Lickorish (1997). Adams é informal e acessível, na sua maior parte, a estudantes de ensino médio. Lickorish é uma introdução rigorosa para estudantes de pós-graduação, cobrindo uma mistura agradável de temas clássicos e modernos.
- Burde, Gerhard; Zieschang, Heiner (1985), Knots, ISBN 3-11-008675-1, De Gruyter Studies in Mathematics, 5, Walter de Gruyter
- Crowell, Richard H.; Fox, Ralph (1977). Introduction to Knot Theory. [S.l.: s.n.] ISBN 0-387-90272-4
- Kauffman, Louis H. (1987), On Knots, ISBN 0-691-08435-1
- Kauffman, Louis H. (2013), Knots and Physics, ISBN 978-981-4383-00-4 4th ed. , World Scientific

### Pesquisas
- Menasco, William W.; Thistlethwaite, Morwen, eds. (2005), Handbook of Knot Theory, ISBN 0-444-51452-X, Elsevier
  - Menasco and Thistlethwaite's handbook surveys a mix of topics relevant to current research trends in a manner accessible to advanced undergraduates but of interest to professional researchers.
- Livio, Mario (2009), «Ch. 8: Unreasonable Effectiveness?», Is God a Mathematician?, ISBN 978-0-7432-9405-8, Simon & Schuster, pp. 203–218

### História
- Thomson, Sir William (1867), «On Vortex Atoms», Proceedings of the Royal Society of Edinburgh, VI: 94–105
- Silliman, Robert H. (dezembro de 1963), «William Thomson: Smoke Rings and Nineteenth-Century Atomism», Isis, 54 (4): 461–474, JSTOR 228151, doi:10.1086/349764
- Movie of a modern recreation of Tait's smoke ring experiment
- History of knot theory (on the home page of Andrew Ranicki)

### Tabela de Nós e software
- KnotInfo: Table of Knot Invariants and Knot Theory Reso
- KnotPlot — software to investigate geometric properties of knots